# Phalacrotophora braunsi
Phalacrotophora braunsi är en tvåvingeart som först beskrevs av Charles Thomas Brues 1907.  Phalacrotophora braunsi ingår i släktet Phalacrotophora och familjen puckelflugor. Inga underarter finns listade i Catalogue of Life.